# Menachem ben Saruq
Menachem ben Jakob ibn Saruq (hebräisch רַבִּי מְנַחֵם בֶּן סָרוּק, abgekürzt רמב״ס, auch Menahem b. Saruk etc.; geboren ca. 920 in Tortosa; gestorben ca. 970) war ein sephardischer Philologe und Dichter.

## Leben
Menachem lebte in Córdoba. Sein hebräisches Wörterbuch Machberet wurde von seinem Gegenspieler Dunasch ben Labrat und dessen Schülern aufgrund mangelnder Wissenschaftlichkeit scharf kritisiert, dennoch kommt diesem Buch das Verdienst zu, das erste einigermaßen vollständige Wörterbuch der hebräischen Sprache zu sein, das zudem die Wortstämme nach Sprachwurzeln sortiert. Es wurde über Jahrhunderte hinweg eifrig benutzt.
Die Streitigkeiten rund um dieses Wörterbuch waren der Anlass der Entdeckung der Dreiradikalität.